# مستبعد (كيمياء)
مستبعد  في الكيمياء (بالإنجليزية: Retentate) هي تسمية في تقنية الأغشية التي تستخدم في عزل محاليل عن بعضها أو عزل بعض المكونات من محلول. يسمى المحلول الذي يمنع الغشاء مرور مكوناته من خلال الغشاء المحلول المستبعد. وبالعكس يسمى المحلول الذي نفذ من خلال مسام الغشاء ب الراشح Permeate.
عند الترشيح بواسطة الأغشية تنفصل الجزيئات الصغيرة عن الجزيئات الكبيرة من المحلول . وتسمى المحلول الذي يمر من خلال الغشاء المحلول الراشح .أما المحلول الذي يحتوي على جزيئات لم تمر خلال الغشاء فهو محلول المستبعد . كما يمكن استخدام تعبير «المحلول المركز» له
تستخدم الترشيح بالأغشية في الصناعات الغذائية وفي تنقية المياه.

## اقرأ أيضا
- غسيل الكلى
- ترشيح جريان تقاطعي
- مرشح مستدق
- ترشيح نانوي
- طهارة مياه الشرب
- ترشيح